# Geniatosoma
Geniatosoma is een geslacht van kevers uit de familie van de bladsprietkevers (Scarabaeidae).